# Amintiri din Epoca de Aur
Amintiri din Epoca de Aur este un film colectiv, scris și produs de regizorul român Cristian Mungiu, constând dintr-o serie de 6 scurtmetraje, grupate în două părți care au fost lansate succesiv. Comedia prezintă legendele urbane care circulau în perioada dictaturii comuniste din România. Prima parte, intitulată Amintiri din Epoca de Aur 1: Tovarăși, frumoasă e viața!, a avut premiera în cinematografe în ziua de 18 septembrie 2009, iar partea a doua, Amintiri din Epoca de Aur 2: Dragoste în timpul liber, la 21 octombrie 2009.

## Structură
- Amintiri din Epoca de Aur 1: Tovarăși, frumoasă e viața!
  - Legenda activistului în inspecție
  - Legenda fotografului de partid
  - Legenda politrucului zelos
  - Legenda milițianului lacom
- Amintiri din Epoca de Aur 2: Dragoste în timpul liber
  - Legenda vânzătorilor de aer
  - Legenda șoferului de găini